# Человце
Человце (словац. Čelovce) — село в Словаччині, Пряшівському окрузі Пряшівського краю.
Уперше згадується у 1335 році.

## Географія
Розташоване в північній частині східної Словаччини, на південно-західних схилах Низьких Бескидів. Протікає річка Трстянка.

## Культурні пам'ятки
- протестантський костел з кінця 13 століття збудований первісно в романсько-готичному стилі, перебудований після 1788 року,
- садиба з кінця 18 століття в стилі класицизму,
- каплиця з 19 століття.

## Населення
| Рік:            | 1994. | 2004.    | 2014.   | 2024.    |
| --------------- | ----- | -------- | ------- | -------- |
| Кількість осіб: | 264   | 303      | 324     | 394      |
| Різниця:        |       | +14,77 % | +6,93 % | +21,60 % |

| Рік:            | 2023. | 2024.   |
| --------------- | ----- | ------- |
| Кількість осіб: | 375   | 394     |
| Різниця:        |       | +5,06 % |

У селі проживає 332 особи.